# Ricard Pié
Ricard Pié (1946) és un arquitecte i urbanista català. És professor del Departament d'Urbanisme i Ordenació del Territori de l'ETSAB. Catedràtic d'Urbanisme i Ordenació del Territori a la UPC. Ha impartit també classes a l'ETSAV i l'ETSAB. Actualment és membre del Consell de Govern del Consorci Institut d'Estudis Regionals i Metropolitans de Barcelona i ha estat president de la Societat Catalana d'Ordenació del Territori, així com de patronats de diversos organismes relacionats amb l'estudi del paisatge i el territori. També ha redactat diversos plans d'ordenació a Catalunya i Espanya, entre els quals destaca el Pla General Metropolità de Barcelona (1974-1976), i va dirigir els Serveis de Planejament i Gestió Urbanística de l'Ajuntament de Barcelona entre els anys 1989 i 1992.